# Nimeño I
Alain Montcouquiol dit « Nimeño I », né le 4 septembre 1945  à Ambert  (d'ascendance auvergnate et même ambertoise par sa mère, famille d'industriels de chapelets et d'articles religieux et de papetiers) (Puy-de-Dôme), est avec Simon Casas, l'un des tout premiers toreros français de l'après guerre.

## Biographie
Il entame le mouvement de reconnaissance en Espagne d'une corrida française quasiment disparue depuis les années 1920.
Avec Simon Casas (apodo de Bernard Dhombs) ils s'investiront en Espagne et en France pour assouvir leur passion et  œuvreront pour la corrida, cette vocation qui transpire, malgré des conditions difficiles, leur vaudra d'être lauréats, tous deux, du prix de la vocation décerné par la fondation Marcel Bleustein-Blanchet, fondée en 1960 par le publiciste en souvenir de son père qui lui avait permis de "vendre des courants d'air" plutôt que de continuer dans le métier du meuble qui s'ouvrait à lui, "ces courants d'air" lui ayant permis, après la guerre, de reconstruire l'agence Publicis.
En 1974, il met fin à sa carrière pour s'occuper de celle de son frère, Christian Montcouquiol « Nimeño II », qui mettra fin à ses jours après avoir été gravement blessé par un taureau de Miura, accident dont il avait gardé le bras gauche paralysé.
Alain Montcouquiol consacrera à son frère deux livres poignants et pudiques, Recouvre-le de lumière, paru aux Éditions Verdier en 1997, et Le sens de la marche dans la même maison d'édition en 2008.

## Œuvre littéraire
- Recouvre-le de lumière, Lagrasse, France, Éditions Verdier, 1998, 208 p. (ISBN 978-2-86432-266-5)
- Le Sens de la marche, Lagrasse, France, Éditions Verdier, 2008, 120 p. (ISBN 978-2-86432-543-7)Prix Jean-Carrière 2009[2]

- Claude Viallat et Alain Montcouquiol (textes), Tauromachie, t. 1 : Paso del toro, Saint-Etienne, France, Les Cahiers intempestifs, 2004, 114 p. (ISBN 978-2-911698-26-2)